# Debut på P6 Beat
Debut på P6 Beat er et ugenligt radioprogram, sendt første gang den 20. august 2012 med Augusta Glahn-Abrahamsen bag mikrofonen.
Programmet blevet laceret som DEBut, hvor DEB skulle forstås som en forkortelse for Det Elektriske Barometer, som programmet også agerede opvarmning for.
Første omgang af programmet blev stoppet efter ni afsnit. Det blev relanceret som Debut på P6 Beat med Casper Bach-Hegstrup og Alicia Jordanova som værter fire måneder senere den 6. februar 2012

Siden 2018 har Sebastian Saxton været vært på programmet.

## Format
Programmet specialiserer sig i ny musik og har blandt andet sendetid til bands fra KarriereKanonen som For Akia og Sonja Hald, og har givet radiodebut til blandt andre Musik til Mor , Nikomo  og Karl William .
Debut på P6 Beat har sammen med Smag på P3 siden september 2014 kørt konceptet Ugens Kanon, hvor et band fra DRs KarriereKanonen-side udvælges hver uge, og får særlig fokus i begge programmer, kunstnere som Katinka B  og Paper Tigers  har tidligere været udvalgt til den ære.